# Тюхтово (Вологодская область)
Тюхтово — деревня в Устюженском районе Вологодской области.
Входит в состав Залесского сельского поселения (с 1 января 2006 года по 9 апреля 2009 года входила в Хрипелевское сельское поселение), с точки зрения административно-территориального деления — в Хрипелевский сельсовет.
Расстояние до районного центра Устюжны по автодороге — 17 км, до центра муниципального образования деревни Малое Восное  по прямой — 11 км. Ближайшие населённые пункты — Балахтимерево, Захаровское, Чупрово.
Население по данным переписи 2002 года — 10 человек.